# Rudnica (gmina Tutin)
Rudnica (cyr. Рудница) – wieś w Serbii, w okręgu raskim, w gminie Tutin. W 2011 roku liczyła 71 mieszkańców.